# Bertyny
Bertyny (niem. Bertienen) – przysiółek wsi Bezławki w Polsce położona w województwie warmińsko-mazurskim, w powiecie kętrzyńskim, w gminie Reszel.
W latach 1975–1998 miejscowość administracyjnie należała do województwa olsztyńskiego.

## Historia
W języku potocznym wieś ma nazwę Bartynin.
Przed 1945 wieś należała do gminy w Bezławkach.
W roku 1950 w Bertynach utworzono rolniczą spółdzielnię produkcyjną, która funkcjonowała do lat osiemdziesiątych XX w.